# 뒤통수 동맥
뒤통수 동맥(occipital artery, 후두 동맥)은 외부 경동맥의 가지로 두피 뒤쪽, 목빗근, 등과 목의 심부 근육에 동맥을 공급한다.

## 추가 이미지

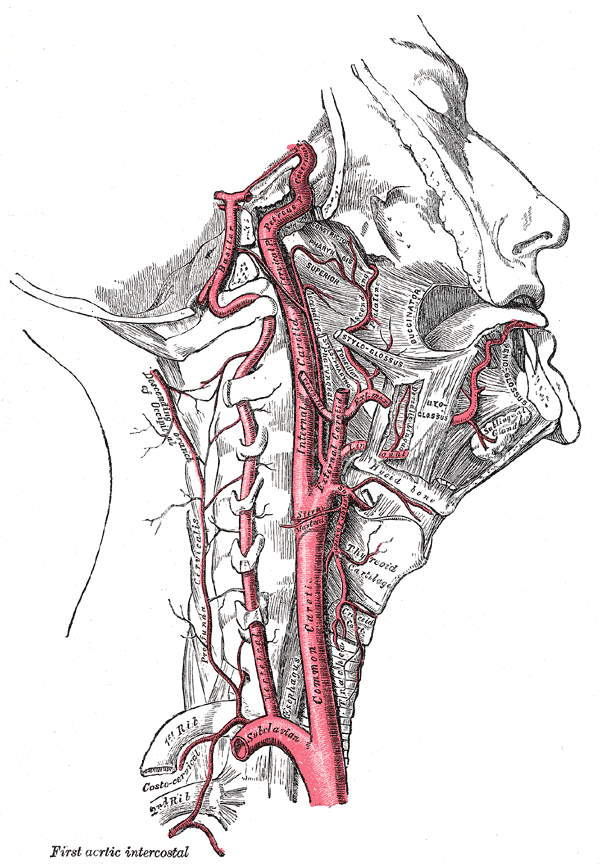
The internal carotid and vertebral arteries. Right side.
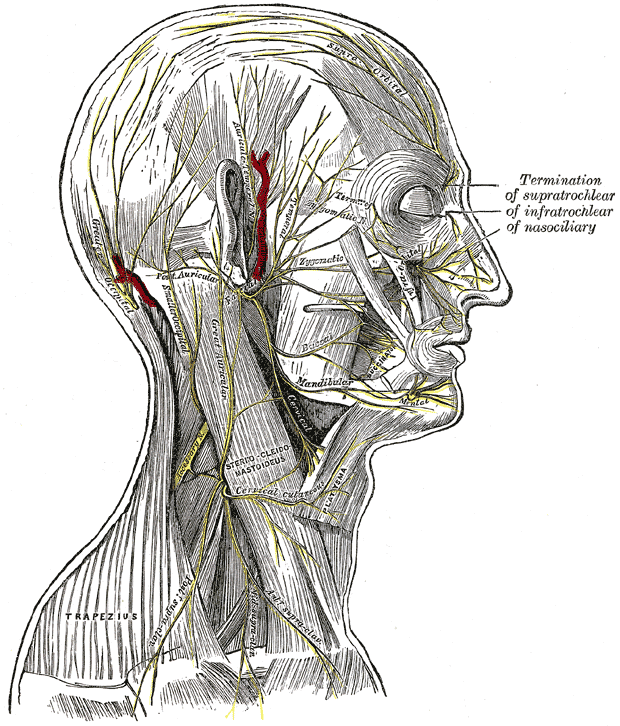
The nerves of the scalp, face, and side of neck.
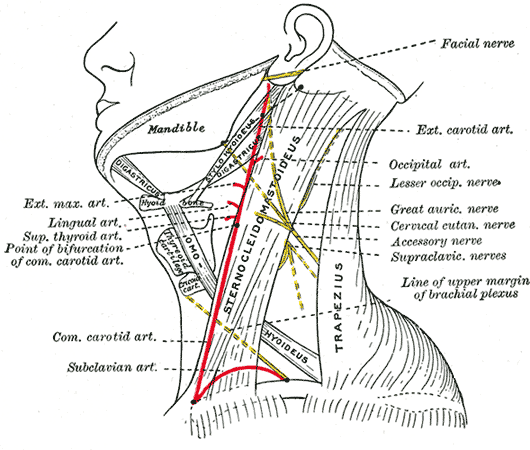
Side of neck, showing chief surface markings.
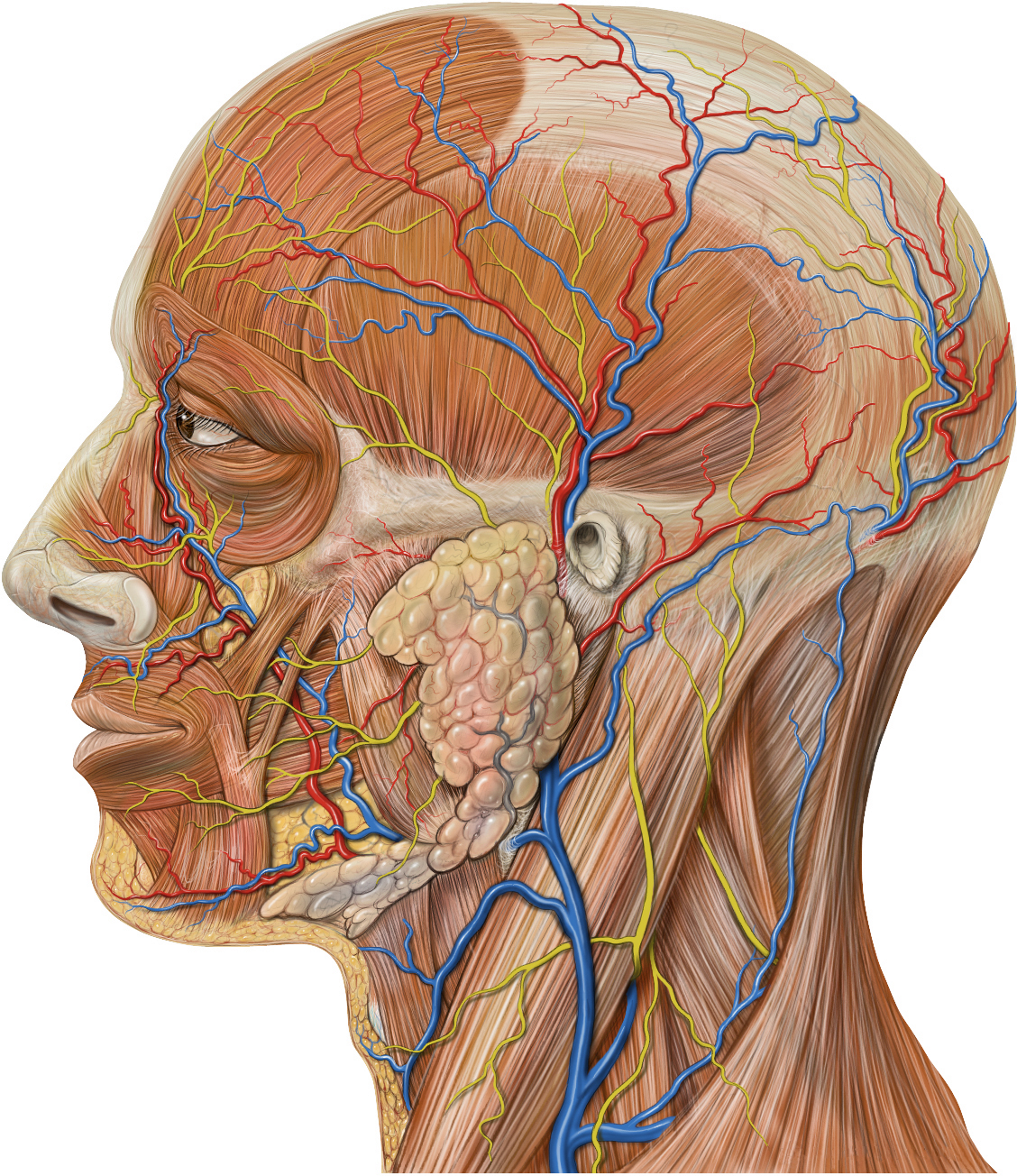
Lateral head anatomy detail

## 같이 보기
- 인체 골격근 목록

## 참고 문헌
이 문서는 현재 퍼블릭 도메인에 속하는 그레이 해부학 제20판(1918) page 556의 내용을 기초로 작성된 글이 포함되어 있습니다.